# Le Château des morts-vivants
Pour plus de détails, voir Fiche technique et Distribution.
Le Château des morts-vivants (Il castello dei morti vivi) est un film d'horreur italien réalisé par Luciano Ricci et Warren Kiefer, sorti en 1964.

## Synopsis
Italie, première moitié du XIXe siècle, après les guerres napoléoniennes. Sur la place d'un village, la foule assiste à une exécution publique par pendaison mise en scène par une petite troupe d'artistes ambulants, composée de la belle Laura, de son frère Bruno, le sourd-muet Gianni, Nick le nain et Dart l'arlequin. Au loin, dans son carrosse, le comte Drago a observé le spectacle puis envoie son serviteur pour leur remettre une missive. Contre une rémunération intéressante, l'aristocrate invite la troupe à exécuter le numéro dans son château. Parce qu'ils sont pauvres, les amis de la troupe acceptent son invitation. 
Après une bagarre opposant Dart et Bruno, en raison de l'avarice du second, Dart s'enfuit et il est remplacé par un militaire, Eric, qui s'est opposé entre eux. Sur la route qui les conduit au château, la troupe rencontre une sorcière qui les met en garde contre le comte Drago. Intéressé par l'argent qu'il leur a promis, la troupe ignore son avertissement et se rend chez le châtelain. À leur arrivée, les artistes découvrent un manoir rempli d'animaux embaumés qui semblent tous plus vivants les uns que les autres. Ils découvrent rapidement que Drago est un taxidermiste fou qui veut les tuer puis les momifier à leur tour.

## Fiche technique
- Titre original : Il castello dei morti vivi
- Titre français : Le Château des morts-vivants
- Réalisation : Luciano Ricci (sous le nom d'« Herbert Wise ») et Warren Kiefer
- Scénario : Fede Arnaud, Lorenzo Sabatini, Michael Reeves
- Montage : Mario Serandrei
- Musique : Angelo Francesco Lavagnino
- Photographie : Aldo Tonti
- Production : Paul Maslansky
- Société de production et distribution : Serena Film et Filmsonor
- Pays d'origine :  Italie
- Langue originale : anglais
- Format : Noir et blanc
- Genre : horreur
- Durée : 90 minutes
- Dates de sortie : 
  -  Italie : 5 août 1964

## Distribution
- Christopher Lee : le comte Drago
- Gaia Germani : Laura
- Philippe Leroy : Eric
- Mirko Valentin : Sandro
- Donald Sutherland : sergent Paul / la sorcière / le vieil homme
- Antonio De Martino : Nick
- Luciano Pigozzi : Dart
- Luigi Bonos : Marc
- Ennio Antonelli : Gianni
- Jacques Stany : Bruno
- Renato Terra Caizzi : le policier